# L'Aigle des mers (film, 1940)
Pour les articles homonymes, voir L'Aigle des mers.
Pour plus de détails, voir Fiche technique et Distribution.

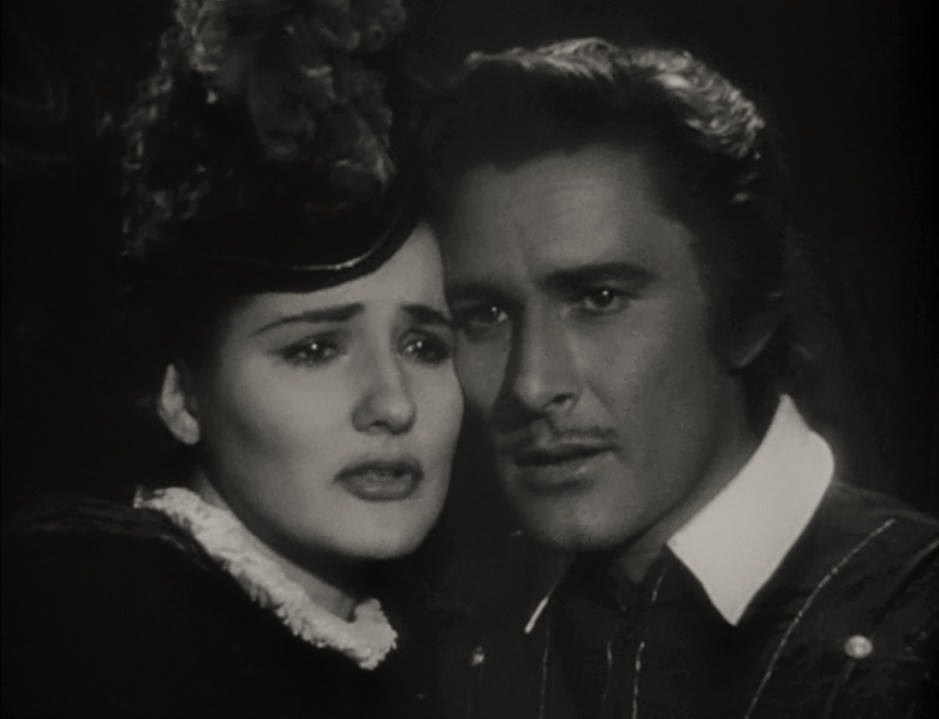
Brenda Marshall et Errol Flynn

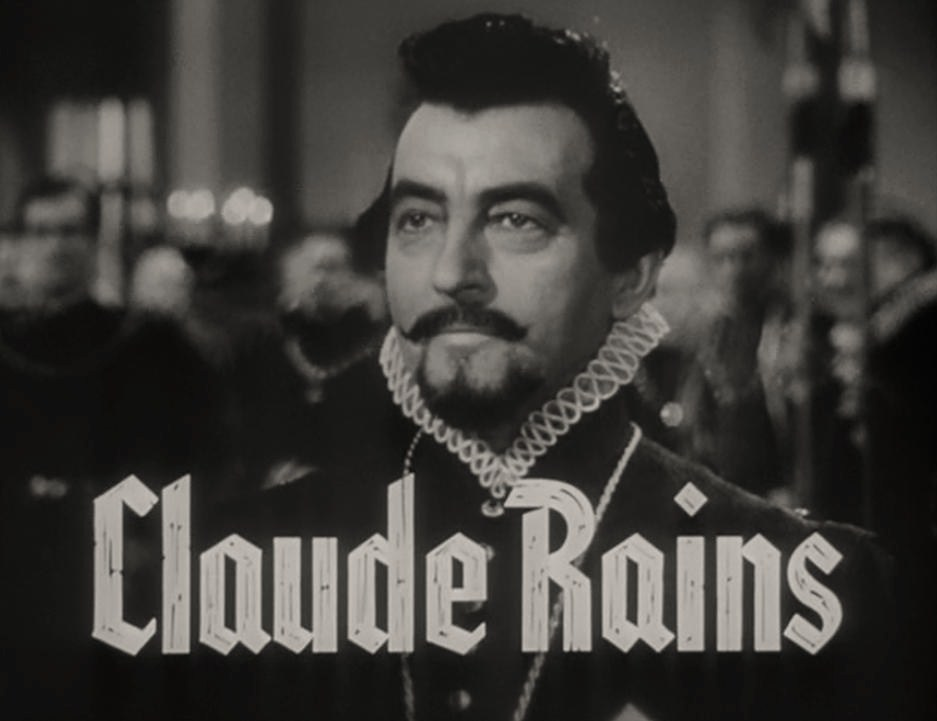
Claude Rains

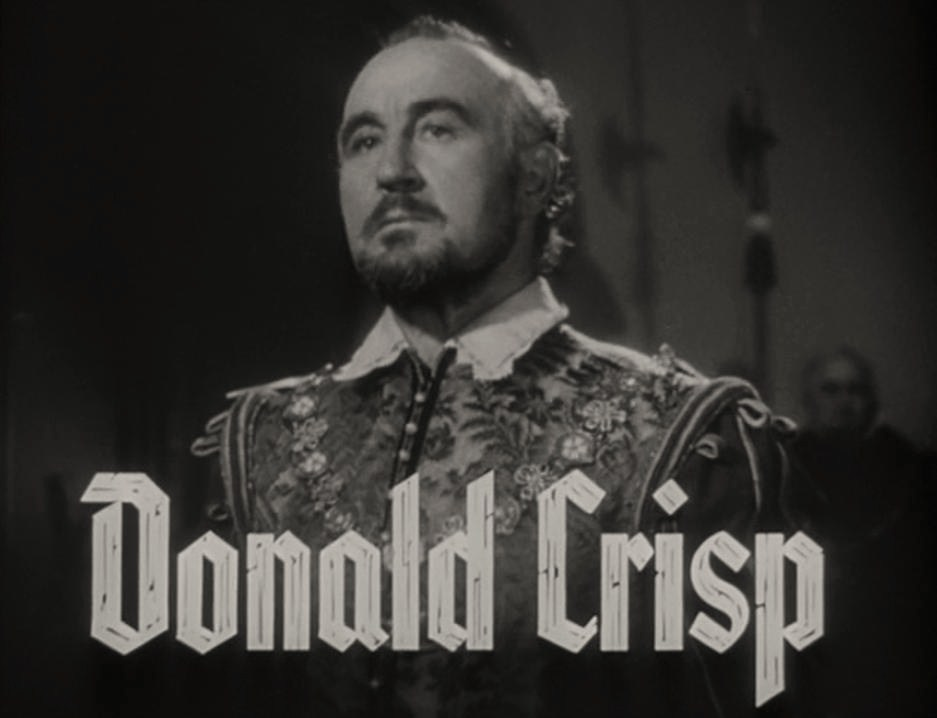
Donald Crisp

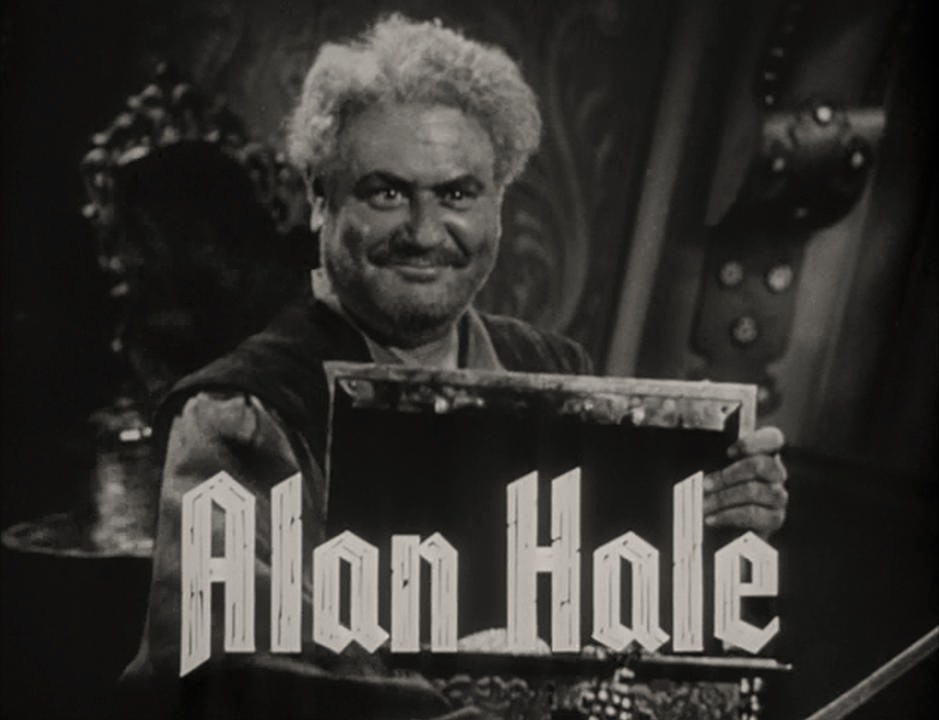
Alan Hale

L'Aigle des mers (The Sea Hawk) est un film d'aventures maritimes américain réalisé par Michael Curtiz, sorti en 1940. Il fut nommé pour quatre oscars.
Interprétation très libre du roman de Rafael Sabatini The Sea Hawk, il est moins fidèle à celui-ci que le film muet du même nom sorti en 1924. Le film est en partie basé sur la tentative d'invasion de l'Angleterre par l'Espagne avec l'Invincible Armada en 1588.

## Synopsis
Geoffrey Thorpe, capitaine du navire L'Aigle des mers, est un corsaire mandaté par la reine Élisabeth Ire d'Angleterre pour attaquer les navires espagnols. Capturé, il découvre que le roi Philippe II d'Espagne, son ambassadeur, ainsi que Lord Wolfingham veulent lancer secrètement l'Invincible Armada contre l'Angleterre.

## Fiche technique
- Titre : L'Aigle des mers
- Titre original : The Sea Hawk ou Beggars of the Sea
- Réalisation : Michael Curtiz, assisté de  Franck Fontaine
- Scénario : Howard Koch, Seton I. Miller
- Production : Warner Bros.
- Musique : Erich Wolfgang Korngold
- Photographie : Sol Polito
- Directeur artistique : Anton Grot
- Montage : George Amy
- Pays de production :  États-Unis
- Format : Noir et blanc (quelques scènes en sepiatone) - Mono
- Genre : Aventure, romance
- Durée : 127 minutes
- Dates de sortie :
  - États-Unis : 1er juillet 1940 (première), 10 août 1940 (New York)
  - France : 26 décembre 1946

## Distribution
- Errol Flynn (VF : Jean Davy) : Capitaine Geoffrey Thorpe, un corsaire au service de la reine Élisabeth
- Brenda Marshall :	Doña Maria Alvarez de Cordoba, la nièce de l'ambassadeur d'Espagne dont s'éprend Geoffrey Thorpe
- Claude Rains (VF : Georges Chamarat) : Don José Alvarez de Cordoba, son oncle, l'ambassadeur d'Espagne en Angleterre
- Donald Crisp : Sir John Burleson
- Flora Robson : la reine Élisabeth Ire d'Angleterre
- Alan Hale (VF : Antoine Balpêtré) : Carl Pitt, le second de Thorpe
- Henry Daniell : Lord Wolfingham, le chancelier de la Reine et comploteur à la solde des Espagnols
- Una O'Connor : Miss Martha Latham, la dame de compagnie de Doña Maria
- James Stephenson : Abbott
- Gilbert Roland : Capitaine Lopez
- William Lundigan : Danny Logan
- Julien Mitchell (en) : Oliver Scott, un homme d'équipage de Thorpe
- Montagu Love : le Roi Philippe II d'Espagne
- J. M. Kerrigan : Eli Matson
- David Bruce : Martin Burke
- Clifford Brooke : William Tuttle
- Clyde Cook : Walter Boggs
- Fritz Leiber (VF : Christian Argentin) : l'Inquisiteur
- Ellis Irving : Monty Preston
- Francis McDonald (VF : Maurice Dorléac) : Samuel Kroner
- Pedro de Cordoba : Capitaine Mendoza
- Ian Keith : Peralta
- Jack La Rue : Lieutenant Ortega
- Victor Varconi : Général Aguirre
- Robert Warwick : Frobisher

Et, parmi les acteurs non crédités :
- Herbert Anderson : Eph Winters
- Mary Anderson : une demoiselle d’honneur
- Edgar Buchanan : Ben Rollins
- Crauford Kent : un lieutenant
- Nestor Paiva : un chef des esclaves
- Frank Wilcox : Martin Barrett
- Frederick Worlock : Darnell

## Autour du film
- L'Aigle des mers est considéré par beaucoup de critiques et d'historiens comme le chef-d’œuvre du film d'aventures maritimes[1].
- Ce film est également considéré comme l'apogée de duo Errol FLynn/Michael Curtiz dont la collaboration débuta en 1935 avec Capitaine Blood[1].
- C'est grâce à son interprétation de la reine Élisabeth d'Angleterre dans L'Invincible Armada (1937) de William K. Howard que Flora Robson fut invitée à Hollywood pour y reprendre son rôle[1].
- Le film a inspiré son nom au club de football sud-africain des Orlando Pirates qui s'appelait alors le Orlando Boys Club[2].

### Ouvrages généraux
- Jean-Marc Bouineau, Le petit livre du film d'aventure, Paris, Spartorange, 1995, 128 p. (ISBN 978-2-9506-1125-3).
- Gérard Devillers et Marceau Devillers, Anthologie du Cinéma, tome V : Errol Flynn, Paris, L'Avant-scène Cinéma, 1970, p. 337-392.

### Monographies
- René Noizet, Tous les chemins mènent à Hollywood : Michael Curtiz, Paris, L'Harmattan, 1997, 383 p. (ISBN 2-7384-5667-7 et 978-2738-45667-0), p. 223-225.
- (en) Tony Thomas, Rudy Behlmer et Clifford McCarty, The Films of Errol Flynn, Secaucus, New Jersey, The Citadel Press, 1969, 221 p. (ISBN 0-8065-0237-1), p. 91-96.